# Arneplaat
Arneplaat è un'isola disabitata dei Paesi Bassi situata nel Veerse Meer nella provincia della Zelanda.
L'isola è coperta sia da bosco che da prato ed è dotata di banchine per l'approdo di imbarcazioni da diporto.